# Gęstość Plancka
Gęstość Plancka – jednostka gęstości w naturalnym systemie jednostek oznaczana jako ρP. Jest ilorazem masy Plancka przez sześcian długości Plancka (objętość Plancka):
{\displaystyle \rho _{P}={\frac {m_{P}}{l_{P}^{3}}}={\frac {c^{5}}{\hbar G^{2}}}\approx 5,15500\cdot 10^{96}{\frac {\text{kg}}{{\text{m}}^{3}}}}
gdzie: {\displaystyle m_{P}} – masa Plancka, {\displaystyle l_{P}} – długość Plancka, c – prędkość światła w próżni, {\displaystyle \hbar } – zredukowana stała Plancka, G – stała grawitacji.
Gęstość Plancka odpowiada gęstości 1023 mas Słońca ściśniętych do objętości jądra atomowego wodoru (protonu). Ekstrapolując wstecz historię Wszechświata można stwierdzić, że taką gęstość musiał mieć on po czasie Plancka od momentu Wielkiego Wybuchu. Obecnie gęstość taką może osiągać materia w czarnych dziurach. Przy gęstości Plancka właściwości materii nie opisuje żadna z uznanych i potwierdzonych teorii fizycznych – zawodzi tu zarówno ogólna teoria względności, jak i mechanika kwantowa. Fizycy przypuszczają, że przy tej gęstości wszystkie oddziaływania ulegają unifikacji w jedną podstawową siłę, która kształtuje podstawowe własności Wszechświata. Do tej pory nie powstała jednak teoria opisująca te zjawiska, którą można by zweryfikować doświadczalnie.